# Трофологическая недостаточность
Трофологическая недостаточность — синдром, при котором наблюдается дисбаланс между потребностями организма и поступлением питательных веществ, что связано либо с недостаточным поступлением их с пищей, либо с нарушением утилизации в организме.

## Классификация
- Первичная
- Вторичная

## Этиология
Одной из причин является хронический панкреатит. Хронический панкреатит может способствовать развитию как первичной, так и вторичной Трофологической недостаточности.

## Патогенез вторичной трофологической недостаточности
Гиперметаболизм, мальабсорция, различные нарушения питания.

## Клиническая картина
Проявляется в виде трёх синдромов: квашиоркор, маразм и смешанная форма маразм-квашиокор.
Квашиоркор — белковая надостаточность, при которой наблюдается дефицит висцерального пула белков.
Маразм — белково-энергетическая недостаточность, характеризующаяся истощением соматического пула белков.